# Paul Rigot
Paul Rigot (Le Mans, 10 febbraio 1995) è un cestista francese.

## Palmarès
- Campionato francese: 1

Limoges: 2013-14
- Leaders Cup: 1

Monaco: 2017